# HD 110067
HD 110067 は、地球からかみのけ座の方向に約100光年離れた位置にある8等級のK型主系列星（橙色矮星）である。2023年に周囲を6個の太陽系外惑星が公転していることがトランジット法による観測から確認された。トランジット（恒星面通過）を起こす惑星を4個以上持つことが知られている恒星としては、地球から見た見かけの等級が最も明るい。

## 特徴
| 太陽 | HD 110067 |
| ---- | --------- |
| 太陽 | Exoplanet |

HD 110067 は、太陽の8割弱の質量と半径を持つ恒星で、スペクトル分類上ではK0V型のK型主系列星に属する。不確実性が大きいが、形成から約81億年が経過しているとされ、金属量は太陽の63%となっている。
HD 110067 はヘンリー・ドレイパーカタログにおける名称であるが、この恒星は太陽系外惑星探索衛星であるTESSの観測により、周囲を公転する惑星候補が検出されていたため、TESS object of interest (TOI) におけるカタログ番号として TOI-1835 という名称も付与されている。このカタログで掲載された恒星は、様々な観測方法による追加観測が実施され、検出された惑星候補が真の惑星であるかどうかを確かめるフォローアップ観測の対象となる。

## 惑星系
2023年11月、HD 110067 の周囲を公転する6個の太陽系外惑星が存在していることが確かめられたと発表された。これらの惑星を発見した研究チームは、惑星の軌道傾斜角にあまり差がみられないことから、公転周期が70日を超える、ハビタブルゾーン付近を公転している未知の惑星も発見できる可能性があるとしている。

### 惑星の発見と軌道共鳴
2020年3月18日から4月16日にかけての期間と2022年2月26日から3月26日にかけての期間に、アメリカ航空宇宙局 (NASA) の太陽系外惑星探索衛星TESSによるトランジット法でのトランジット（恒星面）観測から、HD 110067 の周囲を公転している2個の太陽系外惑星候補が検出された。このうち、内側を公転する惑星は TOI-1835.03、外側を公転する惑星は TOI-1835.04 と呼称された。TESSによる観測データからは、この2個の惑星候補以外の天体に起因している可能性のあるトランジットによる減光が確認されていたが、これらがいくつのどのような公転周期の惑星によって引き起こされているのかはこの時点では明らかになっていなかった。
惑星候補として知られていた TOI-1835.03 は HD 110067 b、TOI-1835.04 は HD 110067 c と命名されることになるが、TESSによって得られた2020年と2022年の観測データにはそれぞれ1個ずつの別の新たな惑星候補のトランジットが発生している可能性が、光度曲線の凹みの形状の解析から求められた。この追加の惑星候補によるトランジットが発生していると予報される期間に、欧州宇宙機関 (ESA) の太陽系外惑星観測衛星CHEOPSによる追加観測を行った結果、新たに示された2個の惑星候補のトランジットによる可能性のある光度曲線の凹みのうちの片方が、約20.52日の周期で公転する惑星 HD 110067 d によって発生していたことが確かめられた。これらの3個の惑星は、いずれも隣り合う惑星との公転周期の比が2：3という簡単な整数比で表される軌道共鳴の関係（尽数関係）にある。
同一の恒星を公転している3個以上の惑星が軌道共鳴の状態にある事例は非常に稀であり、原始惑星系円盤における形成当初から現在に至るまで惑星の軌道が大きく乱されなかったことを示唆している。このような関係が見られれば、HD 110067 系内のまだ確認されていない別の惑星の公転周期の比もすでに知られている惑星と尽数関係の状態にあると考えられるので、新たに示された2個の惑星候補の光度曲線の凹みのうちのもう片方が、HD 110067 d と尽数関係にある公転周期を持つ惑星によるものと考えられ、これによって実際に HD 110067 d の公転周期と2：3の尽数関係にある公転周期が約30.79日の HD 110067 e が存在していることが見出された。TESSによる観測結果からは、この4個の惑星のいずれにも該当しないトランジットのデータが依然として残っていたので、これらもまた、既知の惑星の公転周期との比が尽数関係にある周期で公転している惑星であると仮定し、様々な整数比における場合分けや天体力学的な考察、複数の地上の望遠鏡からの追加観測などを行った結果、公転周期が約41.06日の HD 110067 f、約54.77日の HD 110067 g の存在が確かめられた。HD 110067 e と HD 110067 f、そして HD 110067 f と HD 110067 g はいずれも公転周期の比が3：4の尽数関係にあり、6個の惑星全体の公転周期の比を見ると、9：12：16：24：36：54の尽数関係にあるということになる。
隣接する惑星と軌道共鳴を起こしている関係がみられる惑星系は全体の約1%程度しかなく、6個もの惑星において連続して軌道共鳴の関係にあることが確認された惑星系は HD 110067 系の惑星が発見されるまでは3例しか知られていなかった。研究チームを率いたシカゴ大学の天文学者である Rafael Luque は、HD 110067 系について「1%の中の1%」と表現している。惑星形成理論上では、原始惑星系円盤内では互いに軌道共鳴を起こしている状態で複数の惑星が形成される傾向があるとされているが、時間が経つにつれて、近隣を別の恒星や惑星が通過するなどの事象により共鳴関係が崩れ、永続的には続かないとされている。HD 110067 は形成から80億年程度が経過した比較的古い恒星であるため、これほど長い期間に渡って惑星の軌道を大きく乱すような事象が起きておらず、全ての惑星の軌道が実質的に変化していないことを示しており、Luque はこのような関係が持続される惑星系の形成条件を理解するまたとない機会になると述べている。

### 物理的特徴

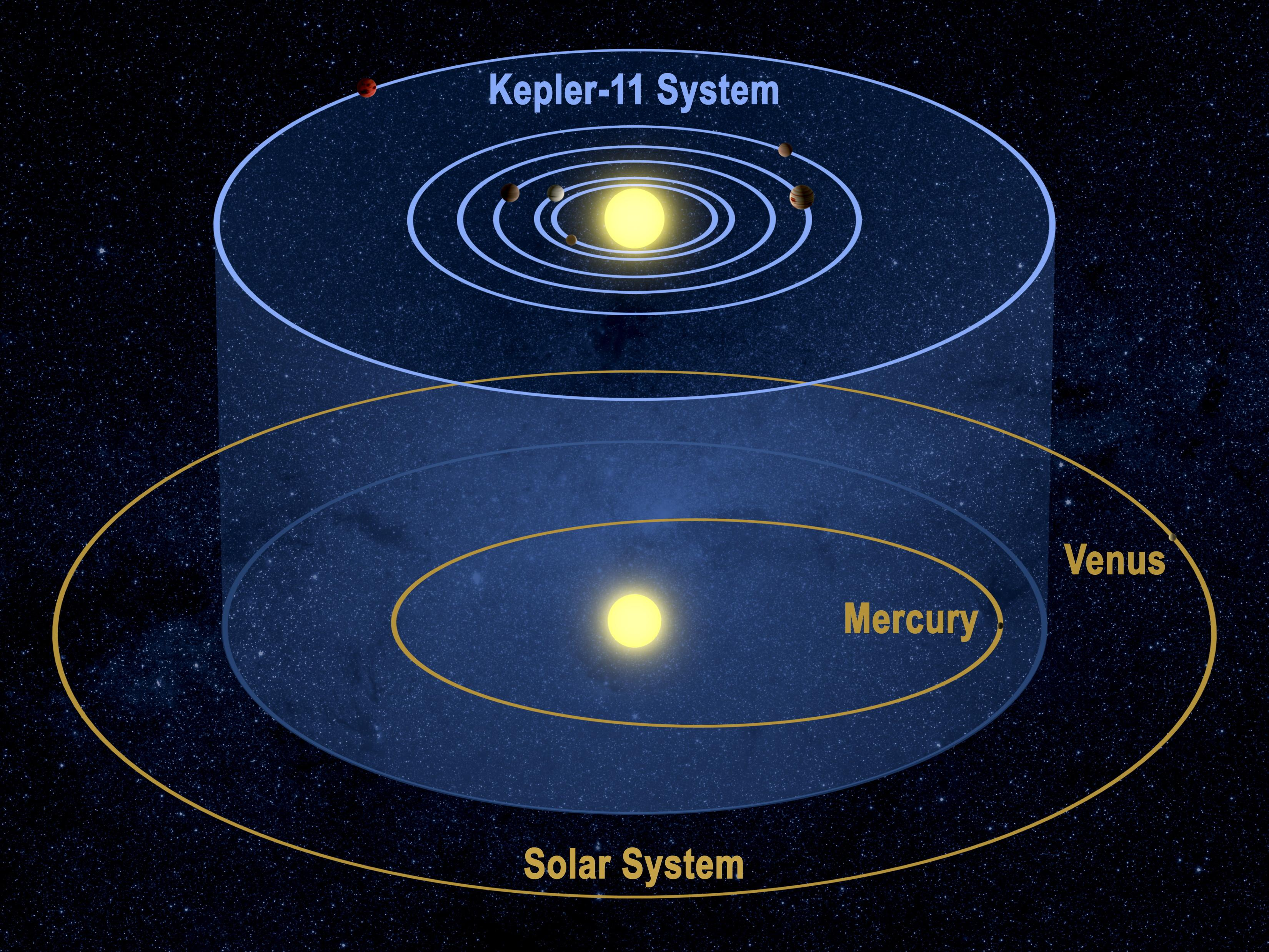
HD 110067系と同様に、トランジットを起こす6個の惑星が公転しているケプラー11系の惑星の軌道。HD 110067系と同様に、全ての惑星が太陽系の惑星よりも主星に近い軌道に集まっている。

現在、HD 110067 を公転していることが知られている6個の惑星の軌道は、太陽系の惑星と比べるととても狭い領域に集中しており、最も外側を公転している HD 110067 g でも主星 HD 110067 からは約 0.26 au（約3900万 km、太陽から水星までの距離の7割弱に相当）しか離れておらず、表面の平衡温度 は、最も主星に近い HD 110067 b で 800 K（527 ℃）、最も遠い HD 110067 g でも 440 K（167 ℃）と、地球よりも高温となっている。
大きさは地球の1.94倍から2.85倍の範囲に収まっており、これは地球と海王星の中間程度の大きさである。また、カラル・アルト天文台の観測装置CARMENESとロケ・デ・ロス・ムチャーチョス天文台の観測装置HARPS-Nを使った主星 HD 110067 の100個以上の視線速度観測データから、6個のうち3個の惑星は質量がある程度求められており、半径の割に質量が小さく、密度が低いことが判明した。この求められた密度から、HD 110067 系の惑星は、岩石や金属で構成されているが大きさが地球よりも大きなスーパーアースではなく、水素やヘリウムといった軽い元素を多く含む分厚い大気を持ったミニ・ネプチューン（サブ・ネプチューンとも呼ばれる）であると考えられている。このような特性を持った惑星は太陽系には存在していないため、このサイズの惑星が誕生するメカニズムや、軌道を乱すような外的要因を受けずに単純に恒星からの距離や惑星の物理的特性の違いによって生じる惑星進化への影響などを研究するという側面でも、HD 110067 系は重要な手掛かりになるとされている。また、トランジットを起こす複数の惑星が存在していることから、大気中のスペクトルを比較することができ、詳細な大気成分の分析にも期待が持たれている。
| 名称 （恒星に近い順） | 質量               | 軌道長半径 （天文単位） | 公転周期 (日)        | 軌道離心率 | 軌道傾斜角      | 半径             |
| --------------------- | ------------------ | ----------------------- | -------------------- | ---------- | --------------- | ---------------- |
| b                     | 5.69+1.78 −1.82 M⊕ | 0.0793 ± 0.00096        | 9.113678 ± 0.000010  | —          | 89.061 ± 0.099° | 2.200 ± 0.030 R⊕ |
| c                     | < 6.3 M⊕           | 0.1039 ± 0.0013         | 13.673694 ± 0.000024 | —          | 89.687 ± 0.163° | 2.388 ± 0.036 R⊕ |
| d                     | 8.52+3.31 −3.25 M⊕ | 0.1362 ± 0.0017         | 20.519617 ± 0.000040 | —          | 89.248 ± 0.046° | 2.852 ± 0.039 R⊕ |
| e                     | < 3.9 M⊕           | 0.1785 ± 0.0022         | 30.793091 ± 0.000012 | —          | 89.867 ± 0.089° | 1.940 ± 0.040 R⊕ |
| f                     | 5.04+1.89 −1.94 M⊕ | 0.2163 ± 0.0026         | 41.05854 ± 0.00010   | —          | 89.673 ± 0.046° | 2.601 ± 0.042 R⊕ |
| g                     | < 8.4 M⊕           | 0.2621 ± 0.0032         | 54.76992 ± 0.00020   | —          | 89.729 ± 0.073° | 2.607 ± 0.052 R⊕ |